# Mulanay Watershed Forest Reserve
Das Mulanay Watershed Forest Reserve liegt auf der Insel Luzon, Philippinen. Es wurde am 21. Juli 1938 auf einer Fläche von 474 Hektar in der Provinz Quezon auf dem Gemeindegebiet von San Francisco, als Watershed Forest Reserve, etabliert und ist ein Initialbestandteil des NIPAS-Gesetzes 7586.  
Das Naturschutzgebiet liegt ca. 282 km südöstlich von Manila und ca. drei Kilometer vom Gemeindezentrum von San Francisco entfernt, in der südlichen Region der Bondoc-Halbinsel. Es umfasst kleinere Regenwaldbestände in der Provinz Quezon. Das Naturschutzgebiet liegt in einem hügeligen Gebiet und erreicht in der flachhügeligen Gebiet eine maximale Höhe von 147 Meter über dem Meeresspiegel. Das Klima in dem Gebiet ist tropisch schwülwarm ohne eine ausgeprägte Trockenperiode, die trockensten Monate sind von November bis April. Das Gebiet wird vom Cawayan creek entwässert, der in die Bucht von Tayabas fließt.
Das Naturschutzgebiet beherbergt ein weites Spektrum der Flora und Fauna der Philippinen.

## Quelle
- Investitionstudie des DENR in der Region Calabarzon (Seite nicht mehr abrufbar, festgestellt im Juni 2020. Suche in Webarchiven)
- Das Naturschutzgebiet auf der Seite des PAWB (Protected Areas and Wildlife Bureau)